# Филарет (Зверев)
Митрополит Филаре́т (в миру Юрий Олегович Зверев; 10 мая 1971, Стаханов, Луганская область, УССР) — архиерей Украинской православной церкви (УПЦ), митрополит Новокаховский и Генический, председатель Синодальной литургической комиссии УПЦ, член Межсоборного присутствия Русской православной церкви. Тезоименитство — 10 декабря.

## Биография
Родился 10 мая 1971 года в городе Стаханове (ныне Кадиевка) Луганской области в семье служащих.
Родители: отец — Олег Дмитриевич Зверев, экономист, в настоящее время пенсионер; мать — Лидия Владимировна Зверева, медицинская сестра, в настоящее время на пенсии.
В 1988 году окончил с золотой медалью среднюю школу № 3 города Стаханова и поступил на лечебный факультет Полтавского медицинского стоматологического института.
С 1992 года — прихожанин Свято-Макариевского кафедрального собора города Полтавы. Нёс послушания чтеца, певчего, пономаря, иподиакона.
В 1994 году окончил с отличием Полтавский государственный медицинский стоматологический институт и был зачислен в магистратуру при кафедре госпитальной терапии.
22 января 1995 года архиепископом Полтавским и Кременчугским Феодосием рукоположён в сан диакона в безбрачном состоянии. 15 февраля тем же преосвященным рукоположён в сан пресвитера и назначен в Полтавский Свято-Макариевский кафедральный собор. Соединял пресвитерское служение с обучением в магистратуре и преподаванием в Медицинской академии.
В 1996 году защитил научную работу на соискание учёной степени магистра медицины.
В 1996 году ассистент курса геронтологии и гериатрии Украинской медицинской стоматологической академии, где преподавал до 2002 года. Принимал участие в подготовке пособий, разработке программы нового курса. Участвовал в международных конференциях, посвящённых вопросом взаимодействия Церкви и системы здравоохранения (в Киеве, Москве, Санкт-Петербурге, Воронеже); имеет публикации в научных сборниках и международных журналах, посвящённые вопросам пастырской геронтологии.
В 1996—1997 годах нёс послушание духовника и уставщика Крестовоздвиженского женского монастыря города Полтавы.
В 1999 году окончил Киевскую духовную семинарию.
С 2000 по 2002 год был настоятелем Свято-Пантелеимоновской церкви города Полтавы.
С 2000 года — преподаватель духовного училища Полтавской епархии (ныне Полтавская миссионерская духовная семинария) по предметам: практикум церковнославянского языка, гомилетика, пастырское богословие, практическое руководство для пастырей.
В 2002 году был назначен настоятелем Крестовой церкви Полтавского епархиального управления, пресс-секретарём Полтавской епархии. В 2003 году избран секретарём епархиального совета Полтавской епархии.
24 января 2007 года решением Священного синода Украинской православной церкви включён в состав комиссии по канонизации святых при Священном синоде УПЦ.
Решением Священного синода УПЦ от 29 марта 2007 года (журнал № 27) назначен председателем литургико-богослужебной комиссии при Священном синоде УПЦ (с 28 июня 2011 года — Синодальная литургическая комиссия УПЦ).
30 марта 2007 года в храме во имя преподобного Нестора Летописца при Полтавской миссионерской духовной семинарии был пострижен в малый ангельский образ (мантию) с именем Филарет в честь святителя Филарета, митрополита Московского.
С 11 апреля 2007 года назначен проректором по научной работе Полтавской миссионерской духовной семинарии.
29 мая 2007 года возведён в сан игумена.
С 1 декабря 2007 года — секретарь Полтавской епархии.
3 мая 2008 года возведён в сан архимандрита.
В 2008 году окончил Ужгородскую богословскую академию имени святых Кирилла и Мефодия и защитил с отличием научную работу на звание магистра богословия. 1 мая 2009 году там же защитил докторскую диссертацию «Медико-психологические и философско-этические аспекты пастырства среди лиц старших возрастных групп. История, теория и практика пастырской геронтологии».

### Архиерейство
10 февраля 2011 года решением Священного синода УПЦ определено быть епископом Новокаховским и Геническим.
11 февраля того же года вечером в зале заседаний Священного синода УПЦ при предстоятельской резиденции в Киево-Печерской лавре состоялось наречение клирика Полтавской епархии архимандрита Филарета (Зверева) во епископа Новокаховского и Генического.
12 февраля того же года в Трапезном храме Свято-Успенской Киево-Печерской лавры хиротонисан во епископа Новокаховского и Генического. Хиротонию совееришили: митрополит Киевский и всея Украины Владимир (Сабодан), архиепископ Белоцерковский и Богуславский Митрофан (Юрчук), архиепископ Вышгородский Павел (Лебедь), архиепископ Полтавский и Миргородский Филипп (Осадченко), архиепископ Бориспольский Антоний (Паканич), архиепископ Переяслав-Хмельницкий Александр (Драбинко), епископ Макаровский Иларий (Шишковский), епископ Александрийский и Светловодский Антоний (Боровик), епископ Васильковский Пантелеимон (Поворознюк), епископ Дрогобычский Филарет (Кучеров) и епископ Броварский Феодосий (Снигирёв). 19 февраля того же года прибыл в свою епархию.
28 июня 2011 года решением Священного синода УПЦ в связи с переименованием Литургическо-богослужебной комиссии при Священном Синоде УПЦ в Синодальную литургическую комиссию стал председателем последней, а также утверждён настоятелем Григориевского Бизюкова мужского монастыря в селе Червоный Маяк.
23 октября 2014 года решением Священного Синода РПЦ включён в состав Межсоборного присутствия на 2014—2018 годы.
Решением Синода УПЦ от 1 апреля 2015 года (журнал № 5) назначен членом Церковного суда Украинской православной церкви.
28 июля 2017 года на площади перед Успенским собором Киево-Печерской лавры митрополитом Киевским и всея Украины Онуфрием (Березовским) возведён в сан архиепископа.
15 октября 2018 года решением Священного синода РПЦ включён в состав Межсоборного присутствия на 2018—2022 годы
Принял участие в состоявшемся 13 ноября 2018 года Соборе епископов УПЦ, который решил не участвовать в создании «автокефальной церкви Украины». Позже в тот же день встречался (вместе с двумя другими иерархами УПЦ — открытыми сторонниками Константинопольского патриархата) с президентом Украины Петром Порошенко, но после встречи заявил, что, вопреки мнению журналистов, не намерен уходить из УПЦ в создаваемую Константинополем церковь.
17 августа 2020 года на площади перед Успенским собором Свято-Успенской Киево-Печерской Лавры был возведён в достоинство митрополита митрополитом Киевским и всея Украины Онуфрием (Березовским).
20 ноября 2020 года решением Священного синода РПЦ назначен членом комиссии Межсоборного присутствия по богослужению и церковному искусству.

## Труды
- Зверев Г., прот. Геронтология в пастырской практике // Сборник докладов международной научно-практической конференции «Взаимодействие Церкви и медицины в отечественной системе здравоохранении». Воронеж, 11-12 ноября 2005 г.
- Зверев Г., прот. Особенности душепопечения в преклонном возрасте / Особенности душепопечения в преклонном возрасте. Под общ. ред. кмн свящ. С. Филимонова. С.-Пб., 2003.
- Зверев Г., прот. Особенности пастырского и церковного душепопечения в геронтологии // Церковь и медицина. Взаимодействие Русской Православной Церкви и государства в области охраны здоровья российских граждан. Материалы II Международной научно-практической конференции. С.-Пб., 14-16 июля 2005.
- Зверев Г., прот. Проблемы пастырского душепопечения в геронтологии // Церковь и медицина. Ежегодный рецензируемый научно-практический информационно-просветительский церковно-медицинский журнал-альманах, 2005.
- Зверев Г., прот. Проблемы пастырского душепопечения в геронтологии // Как организовать служение милосердия на приходе. Вып. II. М., 2006.
- Зверев Г., прот. Ценность жизни и цена смерти. Размышления врача-священника // Международные Рождественские образовательные чтения. Православие и медицина. Сборник избранных докладов медицинской секции (конференции IX—XII). М., 2005.
- Зверев Ю. О. Роль психоемоційних факторів у виникненнi та рецидивуваннi виразковоi хвороби в осіб iз різними типами вищоi нервовоi діяльностi. Науково-кваліфiкаційна робота на здобуття звання магістра медицини. Полтава, 1996.
- Посібник з геронтологii та геріатрii для студентів II—III курсів медичних факультетів. Ч. 1 . Питання геронтологii / I. В. Редчиць, Ю. О. Зверев, I. В. Міщенко, П. М. Козюк та iн.; за ред. I. В. Редчиця. Полтава, 2000.
- Посібник з геронтологii та геріатрii для студентів II—III курсів медичних факультетів. Ч. 2 . Питання геріатрii / I. В. Редчиць, Ю. О. Зверев, I. В. Міщенко та iн.; за ред. I. В. Редчиця; упорядник Ю. О. Зверев. Полтава, 2001.
- Пособие по геронтологии и гериатрии для студентов II—III курсов медицинских факультетов. Ч. 2 . Вопросы гериатрии / И. В. Редчиц, Ю. О. Зверев, И. В. Мищенко, П. М. Козюк и др.; Под ред. И. В. Редчица. Полтава, 1999.
- Філарет (Зверев), архімандрит. Актуальнi питання взаємодii Церкви i медицини // Виступ на пленарному засіданнi 1 Покровських міжнародних просвітницьких читань, 16 жовтня 2008.